# Cunnersdorf (Dresden)
Cunnersdorf ist ein ländlich geprägter Ortsteil im Osten der sächsischen Landeshauptstadt Dresden. Er befindet sich in der gleichnamigen Gemarkung und gehört zur Ortschaft Schönfeld-Weißig.

## Geografie
Cunnersdorf liegt 10 km östlich des Dresdner Stadtzentrums, der Inneren Altstadt, im Schönfelder Hochland. Die Dorffluren reichen über flache Hügel hinweg bis zum Helfenberger Grund im Westen. Die Ortslage selbst befindet sich in einer Höhe von etwa 280 m ü. NN und übertrifft dabei die Talsohle der Elbe im Elbtalkessel deutlich; die Dresdner Elbhänge liegen nur 2 km weiter südwestlich. Cunnersdorf erstreckt sich weitgehend in einer flachen Talmulde des Keppbachs. Zum Schutz vor Hochwasser, das am Keppbach hauptsächlich nach lokalen Starkregen droht, wurden in Cunnersdorf verrohrte Abschnitte des Bachs offengelegt sowie mehrere Rückhaltebecken errichtet.

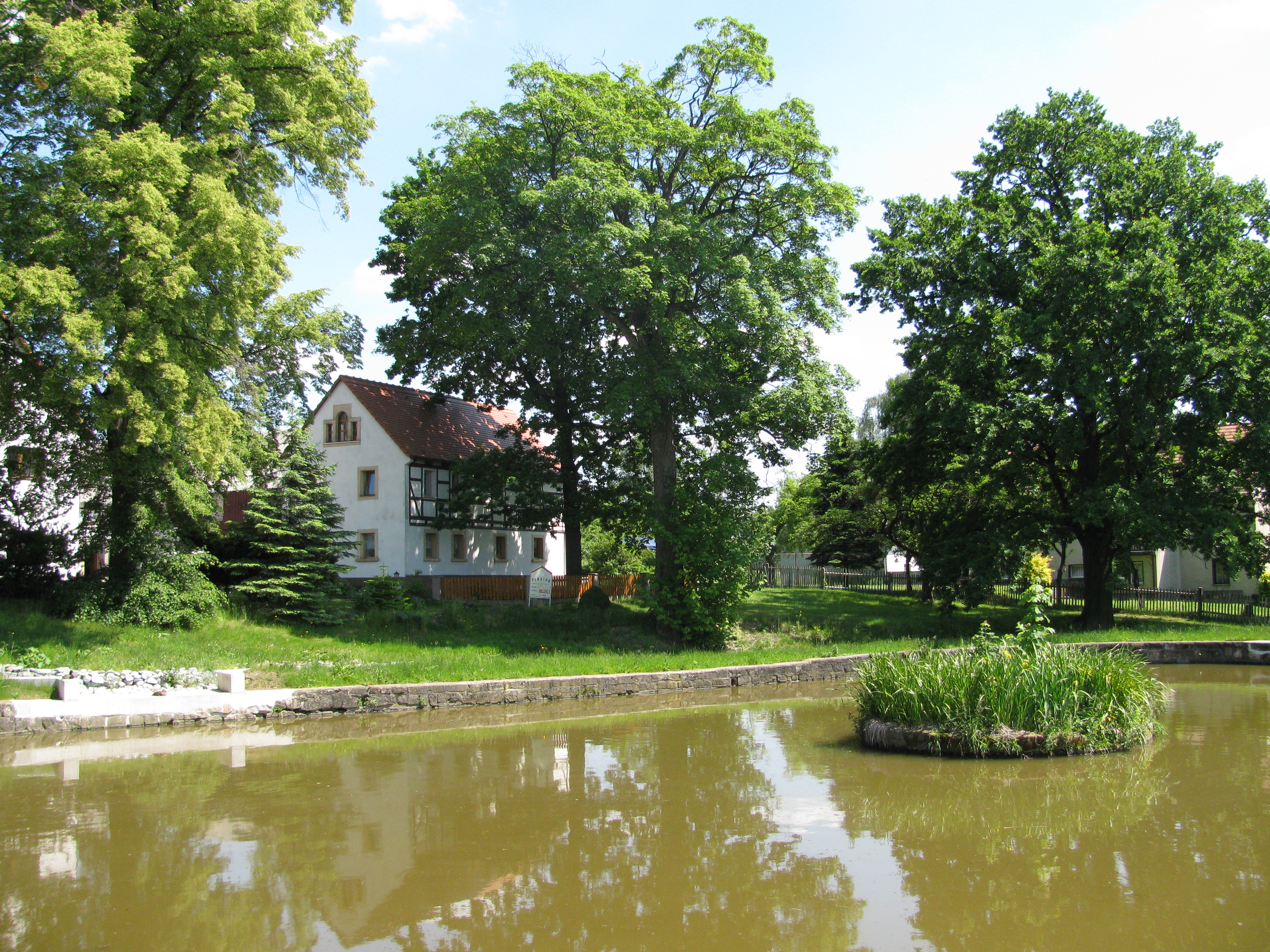
Cunnersdorfer Dorfplatz mit einem der Teiche

Der Ortsteil Cunnersdorf hat einen dörflichen Charakter. Dabei wird das Ortsbild durch zwei Teiche im Dorfkern entlang der heutigen Gönnsdorfer Straße geprägt. 2022 erfolgte eine Entschlammung und Sanierung. Außerdem blieben zahlreiche historische Bauerngehöfte erhalten, darunter Drei- und Vierseithöfe. Am Rand der Ortslage, die gänzlich von ausgedehnten, landwirtschaftlich genutzten Flächen umgeben ist, entstanden mehrere Wohnsiedlungen. Benachbarte Gemarkungen sind die Dresdner Ortsteile Weißig im Norden, Schönfeld im Osten und Gönnsdorf im Westen. Im Süden grenzt das in der Gemarkung Helfenberg liegende Rockau mit Eichbusch an. Cunnersdorf gehört zum statistischen Stadtteil Gönnsdorf/Pappritz.
Die wichtigste Straße von Cunnersdorf ist die Gönnsdorfer Straße, die als Kreisstraße 6212 von Bühlau kommend über Quohren und Gönnsdorf durch die Cunnersdorfer Ortsmitte hindurch weiter in Richtung Schönfeld führt. Von ihr zweigt mit dem Helfenberger Weg die Straße über Helfenberg nach Rockau ab. Die übrigen benannten Straßen in Cunnersdorf heißen Nordstraße, Alter Eichbuscher Weg, Mastenweg, Am Grund und Zum Südblick (vgl. Liste der Straßen und Plätze in Cunnersdorf). Im Norden der Flur haben sich mit dem Hornweg die Reste des alten Fernverkehrswegs von Dresden nach Stolpen erhalten, der heute als B 6 weiter nördlich entlangführt. Eine weitere Besonderheit stellt der Rad- und Wanderweg Alter Bahndamm dar, der auf dem noch vorhandenen Bahnkörper der stillgelegten Bahnstrecke Dürrröhrsdorf–Weißig verläuft, welcher von Weißig aus über Cunnersdorf, Schönfeld, Schullwitz und Eschdorf bis nach Wünschendorf führt. Öffentliche Verkehrsmittel in Cunnersdorf sind die vom Verkehrsdienstleister Müller Busreisen betriebenen Buslinien 98B, 226, 227 und 228.

## Geschichte

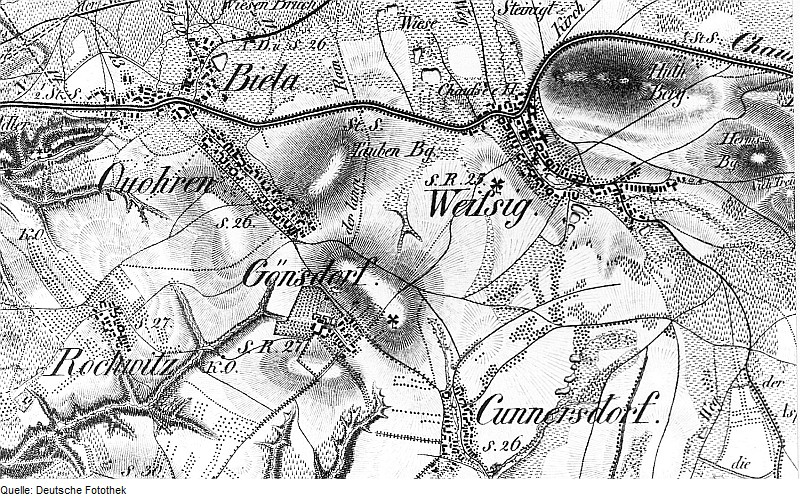
Cunnersdorf und benachbarte Dörfer auf einer Karte von 1821

Gegründet wurde das waldhufenartige Straßenangerdorf Cunnersdorf, das mit gewannähnlichen Schmalstreifen ausgestattet war, wahrscheinlich im 12. Jahrhundert im Zusammenhang mit der Deutschen Ostsiedlung; vermutlich ist es etwas jünger als seine Nachbarorte. Erstmals urkundlich erwähnt wurde es 1350 als Kunradsdorf. Der Ortsname ist deutschen Ursprungs und bezieht sich auf Konrad, den Namen des örtlichen Lokators (vgl. Cunnersdorf bei Bannewitz und Cunnersdorf bei Glashütte). Im Jahr 1378 wird der Ort als Kunstorf oder Conradisdorff bezeichnet. Der Ortsname entwickelte sich anschließend im 15. Jahrhundert über Kunerstorff und Conirstorff hin zu den Formen Conradsdorff und Kommerßdorff, die für 1477 verbürgt sind. Die heutige Schreibweise des Ortsteils taucht erstmals 1657 auf. Zur Unterscheidung von anderen im Königreich Sachsen gelegenen Dörfern gleichen Namens erhielt es im 19. Jahrhundert den Zusatz bei Helfenberg, der sich auf den Sitz des Grundherrn bezog.
Cunnersdorf unterstand ab 1477 dem Rittergut Helfenberg, dessen Besitzer die Grundherrschaft über die Dörfer des Umlands ausübten. Die Cunnersdorfer hatten neben den Frondiensten für das Rittergut auch an die Markgrafen von Meißen den sogenannten Forsthafer zu leisten, der eine Abgabe für die Waldnutzung war. Im Jahr 1530 wurden fünf zur Fischzucht genutzte Teiche in Cunnersdorf erwähnt. Die Haupterwerbsquelle der Einwohner stellte jedoch die Landwirtschaft dar. Das Dorf liegt und lag in der Parochie sowie im Schulbezirk von Schönfeld, dem zentralen Ort des Hochlands. Da es selbst jedoch abseits der Fernstraße nach Bautzen lag, blieb es relativ unbedeutend. Es gehörte administrativ zunächst zum Castrum und später zum Amt beziehungsweise zur Amtshauptmannschaft Dresden.

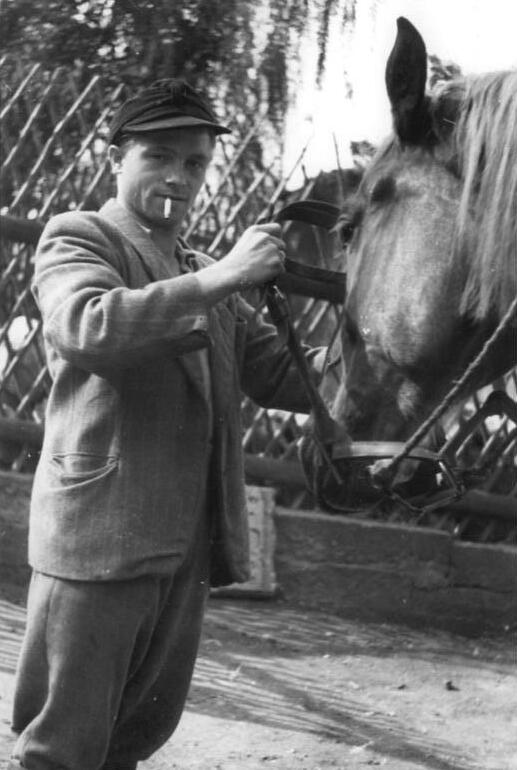
Richard Prietzel, einer der Cunnersdorfer Neubauern, war zuvor aus Schlesien vertrieben worden.

Nachdem die grundherrlichen Rechte ausgelaufen waren, wurde Cunnersdorf zu einer selbstständigen Landgemeinde, deren Flur-Gesamtfläche im Jahr 1900 etwa 155 ha betrug. Seit 1865 besteht der Gasthof Cunnersdorf, der 1886 durch einen Umbau vergrößert wurde. Im Jahr 1908 bekam der Ort einen Anschluss an die damals unmittelbar östlich vorbeiführende Bahnstrecke Dürrröhrsdorf–Weißig, der bis 1951 bedient wurde. Ein wirtschaftlicher Aufschwung blieb in Cunnersdorf trotzdem aus. Nach dem Zweiten Weltkrieg wurde im Zuge der damals durchgeführten Bodenreform der Großgrundbesitz in Cunnersdorf an zwei Neubauern sowie sechs landarme Altbauern verteilt. Die anschließende Kollektivierung bewirkte eine Verlagerung der Produktion aus dem Ort heraus in die 1960 gegründete LPG, die sich 1971 gemeinsam mit anderen der Bühlauer LPG anschloss. Die Zahl der Pendler nach Dresden nahm derweil zu.
Am 1. Januar 1994 schloss sich Cunnersdorf mit weiteren Gemeinden seines Umlands zu Schönfeld-Weißig zusammen. Durch die Auflösung des Landkreises Dresden zum 1. Januar 1996 kam es zum Landkreis Sächsische Schweiz. Exakt drei Jahre später wurde es als Teil Schönfeld-Weißigs nach Dresden eingemeindet.

### Einwohnerentwicklung
| Jahr | Einwohner                     |
| ---- | ----------------------------- |
| 1552 | 17 besessene Mann, 7 Inwohner |
| 1764 | 19 besessene Mann, 3 Gärtner  |
| 1834 | 137                           |
| 1871 | 176                           |
| 1890 | 180                           |
| 1910 | 242                           |
| 1925 | 243                           |
| 1939 | 257                           |
| 1946 | 335                           |
| 1950 | 331                           |
| 1964 | 286                           |
| 1990 | 207                           |